# Obere Ruhrtalbahn
| |                                                                                   |                                               |                                               |
| Streckennummer (DB): | 2550                                                                              |                                               |                                               |
| Kursbuchstrecke (DB): | 435                                                                               |                                               |                                               |
| Kursbuchstrecke: | 174 (1934) 174g (Bestwig – Nuttlar 1934) 198 (1946) 198g (Bestwig – Nuttlar 1946) |                                               |                                               |
| Streckenlänge: | 138 km                                                                            |                                               |                                               |
| Spurweite: | 1435 mm (Normalspur)                                                              |                                               |                                               |
| Streckenklasse: | D4                                                                                |                                               |                                               |
| Maximale Neigung: | 14,5 ‰                                                                            |                                               |                                               |
| Streckengeschwindigkeit: | 140 km/h                                                                          |                                               |                                               |
| Zugbeeinflussung: | PZB                                                                               |                                               |                                               |
| Zweigleisigkeit: | Schwerte (R)–Elleringhausen                                                       |                                               |                                               |
| |                                                                                   |                                               |                                               |
| \| \| \| Strecke von Hagen \| \| \| \| 155,6 \| Schwerte (Ruhr) ⊙ \| 124 m \| \| \| \| Strecke nach Hamm \| \| \| \| 156,0 \| Sof von Abzw Heide (Ardeybahn) \| Sof von Abzw Heide (Ardeybahn) \| \| \| 158,0 \| Schwerte (Ruhr) Ost \| Schwerte (Ruhr) Ost \| \| \| 160,1 \| Geisecke (Ruhr) \| Geisecke (Ruhr) \| \| \| 166,0 \| Langschede \| 120 m \| \| \| \| Strecke von Unna \| \| \| \| 170,9 \| Fröndenberg (Keilbahnhof) \| 126 m \| \| \| \| Strecke nach Letmathe \| \| \| \| 174,6 \| Warmen \| Warmen \| \| \| 178,8 \| Wickede (Ruhr) ⊙ \| 140 m \| \| \| \| Ruhr \| \| \| \| 184,8 \| Bk Voßwinkel \| Bk Voßwinkel \| \| \| \| ehem. RLE-Strecke von Soest \| \| \| \| 190,8 \| Neheim-Hüsten \| 162 m \| \| \| \| RLG-Strecke nach Arnsberg Süd (nur GV) \| \| \| \| \| Röhrtalbahn nach Sundern \| \| \| \| \| RLG-Strecke nach Arnsberg Süd \| \| \| \| \| Arnsberger Viadukt (Schlossbergviadukt), Ruhr \| \| \| \| \| Schlossbergtunnel Arnsberg (277 m) \| \| \| \| 198,8 \| Arnsberg (Westf) ⊙ \| 195 m \| \| \| 204,6 \| Oeventrop \| 210 m \| \| \| 206,3 \| Wildshausen \| Wildshausen \| \| \| \| Glösinger Tunnel (685 m) \| \| \| \| \| Freienohler Tunnel (650 m) \| \| \| \| 209,8 \| Freienohl \| 233 m \| \| \| \| ehem. Strecke von Finnentrop \| \| \| \| 212,0 \| Wennemen \| 241 m \| \| \| 218,6 \| Meschede \| 261 m \| \| \| 223,1 \| Eversberg \| 278 m \| \| \| 224,3 \| Anst Eversberg Häger \| Anst Eversberg Häger \| \| \| 227,0 \| Bestwig ⊙ \| 295 m \| \| \| 228,9 \| Abzw Nuttlar \| Abzw Nuttlar \| \| \| \| Ruhr-Eder-Bahn nach Winterberg \| \| \| \| 229,2 \| Nuttlar \| 304 m \| \| \| \| Schellensteintunnel (247 m) \| \| \| \| 233,9 \| Olsberg ⊙ \| 359 m \| \| \| 239,4 \| Elleringhausen \| Elleringhausen \| \| \| \| Elleringhauser Tunnel (1393 m) \| \| \| \| \| von Wega \| \| \| \| 241,8 \| Brilon Wald ⊙ \| 446 m \| \| \| \| Almetalbahn nach Brilon Stadt \| \| \| \| 246,2 \| Bremecketal \| Bremecketal \| \| \| 247,8 \| Hoppecke \| 391 m \| \| \| \| Messinghauser Tunnel (323 m) \| \| \| \| 251,1 \| Messinghausen \| 360 m \| \| \| \| Beringhauser Tunnel (236 m) \| \| \| \| 257,2 \| Beringhausen \| 309 m \| \| \| 259,6 \| Bredelar \| 289 m \| \| \| \| Umladevorrichtung der Rhene-Diemeltalbahn \| \| \| \| 267,9 \| Marsberg ⊙ \| 249 m \| \| \| 273,2 \| Westheim (Westf) ⊙ \| 226 m \| \| \| 280,1 \| Wrexen ⊙ \| 199 m \| \| \| 283,4 \| Scherfede ⊙ \| 192 m \| \| \| \| ehem. Bahnstrecke nach Holzminden \| \| \| \| \| Bahnstrecke von Hamm \| \| \| \| \| ehem. von Volkmarsen (Unterführung) \| \| \| \| 292,9 \| Warburg (Westf) ⊙ \| 206 m \| \| \| \| Friedrich-Wilhelms-Nordbahn nach Kassel \| \| \| \| \| \| \| \| Quellen: [1][2] \| \| \| \| |                                                                                   |                                               |                                               |
| |                                                                                   | Strecke von Hagen                             |                                               |
| Bahnhof | 155,6                                                                             | Schwerte (Ruhr) ⊙                             | 124 m                                         |
| Abzweig geradeaus und nach links |                                                                                   | Strecke nach Hamm                             | Strecke nach Hamm                             |
| Abzweig geradeaus und von links | 156,0                                                                             | Sof von Abzw Heide (Ardeybahn)                | Sof von Abzw Heide (Ardeybahn)                |
| Dienststelle, ehemals Bahnhof | 158,0                                                                             | Schwerte (Ruhr) Ost                           | Schwerte (Ruhr) Ost                           |
| ehemaliger Haltepunkt / Haltestelle | 160,1                                                                             | Geisecke (Ruhr)                               | Geisecke (Ruhr)                               |
| Dienststelle, ehemals Bahnhof | 166,0                                                                             | Langschede                                    | 120 m                                         |
| Abzweig geradeaus und von links |                                                                                   | Strecke von Unna                              | Strecke von Unna                              |
| Bahnhof | 170,9                                                                             | Fröndenberg (Keilbahnhof)                     | 126 m                                         |
| Abzweig geradeaus und nach rechts |                                                                                   | Strecke nach Letmathe                         | Strecke nach Letmathe                         |
| ehemaliger Haltepunkt / Haltestelle | 174,6                                                                             | Warmen                                        | Warmen                                        |
| Bahnhof | 178,8                                                                             | Wickede (Ruhr) ⊙                              | 140 m                                         |
| Brücke über Wasserlauf |                                                                                   | Ruhr                                          | Ruhr                                          |
| ehemaliger Dienststation / Betriebs- oder Güterbahnhof | 184,8                                                                             | Bk Voßwinkel                                  | Bk Voßwinkel                                  |
| Abzweig geradeaus und ehemals von links |                                                                                   | ehem. RLE-Strecke von Soest                   | ehem. RLE-Strecke von Soest                   |
| Bahnhof | 190,8                                                                             | Neheim-Hüsten                                 | 162 m                                         |
| Abzweig geradeaus und nach links |                                                                                   | RLG-Strecke nach Arnsberg Süd (nur GV)        | RLG-Strecke nach Arnsberg Süd (nur GV)        |
| Abzweig geradeaus und nach rechts |                                                                                   | Röhrtalbahn nach Sundern                      | Röhrtalbahn nach Sundern                      |
| Kreuzung Anfang Hochstrecke |                                                                                   | RLG-Strecke nach Arnsberg Süd                 | RLG-Strecke nach Arnsberg Süd                 |
| Strecke unter Wasserlauf Ende Hochstrecke |                                                                                   | Arnsberger Viadukt (Schlossbergviadukt), Ruhr | Arnsberger Viadukt (Schlossbergviadukt), Ruhr |
| Tunnel |                                                                                   | Schlossbergtunnel Arnsberg (277 m)            | Schlossbergtunnel Arnsberg (277 m)            |
| Bahnhof | 198,8                                                                             | Arnsberg (Westf) ⊙                            | 195 m                                         |
| Haltepunkt / Haltestelle | 204,6                                                                             | Oeventrop                                     | 210 m                                         |
| Dienststation / Betriebs- oder Güterbahnhof | 206,3                                                                             | Wildshausen                                   | Wildshausen                                   |
| Tunnel |                                                                                   | Glösinger Tunnel (685 m)                      | Glösinger Tunnel (685 m)                      |
| Tunnel |                                                                                   | Freienohler Tunnel (650 m)                    | Freienohler Tunnel (650 m)                    |
| Bahnhof | 209,8                                                                             | Freienohl                                     | 233 m                                         |
| Abzweig geradeaus und ehemals von rechts |                                                                                   | ehem. Strecke von Finnentrop                  | ehem. Strecke von Finnentrop                  |
| Dienststation / Betriebs- oder Güterbahnhof | 212,0                                                                             | Wennemen                                      | 241 m                                         |
| Bahnhof | 218,6                                                                             | Meschede                                      | 261 m                                         |
| Dienststation / Betriebs- oder Güterbahnhof | 223,1                                                                             | Eversberg                                     | 278 m                                         |
| Abzweig geradeaus und nach rechts | 224,3                                                                             | Anst Eversberg Häger                          | Anst Eversberg Häger                          |
| Bahnhof | 227,0                                                                             | Bestwig ⊙                                     | 295 m                                         |
| Blockstelle | 228,9                                                                             | Abzw Nuttlar                                  | Abzw Nuttlar                                  |
| Abzweig geradeaus und nach rechts |                                                                                   | Ruhr-Eder-Bahn nach Winterberg                | Ruhr-Eder-Bahn nach Winterberg                |
| ehemaliger Haltepunkt / Haltestelle | 229,2                                                                             | Nuttlar                                       | 304 m                                         |
| Tunnel |                                                                                   | Schellensteintunnel (247 m)                   | Schellensteintunnel (247 m)                   |
| Haltepunkt / Haltestelle | 233,9                                                                             | Olsberg ⊙                                     | 359 m                                         |
| ehemaliger Haltepunkt / Haltestelle Tunnelanfang | 239,4                                                                             | Elleringhausen                                | Elleringhausen                                |
| Strecke (im Tunnel) |                                                                                   | Elleringhauser Tunnel (1393 m)                | Elleringhauser Tunnel (1393 m)                |
| Abzweig geradeaus und von rechts |                                                                                   | von Wega                                      | von Wega                                      |
| Bahnhof | 241,8                                                                             | Brilon Wald ⊙                                 | 446 m                                         |
| Abzweig geradeaus und nach links |                                                                                   | Almetalbahn nach Brilon Stadt                 | Almetalbahn nach Brilon Stadt                 |
| ehemaliger Haltepunkt / Haltestelle | 246,2                                                                             | Bremecketal                                   | Bremecketal                                   |
| Haltepunkt / Haltestelle | 247,8                                                                             | Hoppecke                                      | 391 m                                         |
| Tunnel |                                                                                   | Messinghauser Tunnel (323 m)                  | Messinghauser Tunnel (323 m)                  |
| Bahnhof | 251,1                                                                             | Messinghausen                                 | 360 m                                         |
| Tunnel |                                                                                   | Beringhauser Tunnel (236 m)                   | Beringhauser Tunnel (236 m)                   |
| Haltepunkt / Haltestelle | 257,2                                                                             | Beringhausen                                  | 309 m                                         |
| Haltepunkt / Haltestelle | 259,6                                                                             | Bredelar                                      | 289 m                                         |
| Abzweig geradeaus und ehemals nach rechts |                                                                                   | Umladevorrichtung der Rhene-Diemeltalbahn     | Umladevorrichtung der Rhene-Diemeltalbahn     |
| Bahnhof | 267,9                                                                             | Marsberg ⊙                                    | 249 m                                         |
| Haltepunkt / Haltestelle | 273,2                                                                             | Westheim (Westf) ⊙                            | 226 m                                         |
| Dienststation / Betriebs- oder Güterbahnhof | 280,1                                                                             | Wrexen ⊙                                      | 199 m                                         |
| Bahnhof | 283,4                                                                             | Scherfede ⊙                                   | 192 m                                         |
| Abzweig geradeaus und ehemals nach links |                                                                                   | ehem. Bahnstrecke nach Holzminden             | ehem. Bahnstrecke nach Holzminden             |
| Abzweig geradeaus und von links |                                                                                   | Bahnstrecke von Hamm                          | Bahnstrecke von Hamm                          |
| Abzweig geradeaus und ehemals von rechts |                                                                                   | ehem. von Volkmarsen (Unterführung)           | ehem. von Volkmarsen (Unterführung)           |
| Bahnhof | 292,9                                                                             | Warburg (Westf) ⊙                             | 206 m                                         |
| |                                                                                   | Friedrich-Wilhelms-Nordbahn nach Kassel       |                                               |
| |                                                                                   |                                               |                                               |
| Quellen: |                                                                                   |                                               |                                               |

Die Obere Ruhrtalbahn ist eine 138 Kilometer lange, nicht elektrifizierte Hauptbahn, die vom Bahnhof Schwerte (Ruhr) durch das Hochsauerland zum Bahnhof Warburg (Westfalen) verläuft. Sie ist die südliche der Ost-West-Strecken, die das Ruhrgebiet mit dem ländlichen Raum im Hochsauerlandkreis verbindet. Die Kursbuchstrecke 435 umfasst auch den Abschnitt Hagen–Schwerte, welcher Teil der Verbindung Hagen–Hamm ist.
Die westlich von Brilon Wald zweigleisige Strecke verläuft in den Tälern der Ruhr sowie (östlich des Elleringhauser Tunnels) der Hoppecke und der Diemel. Dem erstgenannten Fluss folgt sie zwischen Olsberg und Schwerte. Der Schienenpersonenfernverkehr befuhr die Strecke bis Dezember 2003 und ist seither komplett eingestellt worden. Im Nahverkehr sind Regional-Express-Züge von Hagen nach Warburg und von Dortmund nach Bestwig (alternierend weiter nach Winterberg oder Brilon Stadt) jeweils im Stundentakt unterwegs. Hinzu kommen saisonal Verstärker- und Sonderzüge im Wochenend- und Wintersportverkehr, insbesondere nach Willingen.

## Geschichte

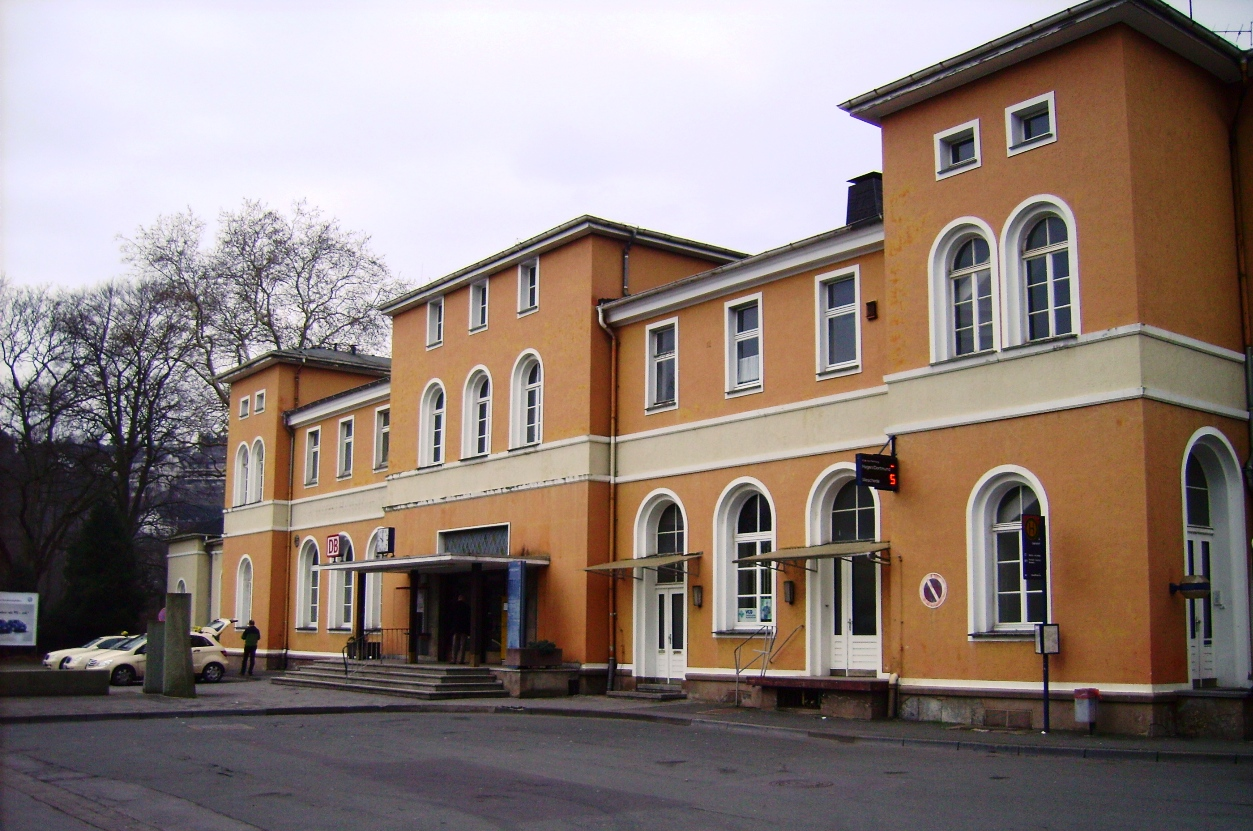
Bahnhof Arnsberg vor der Sanierung

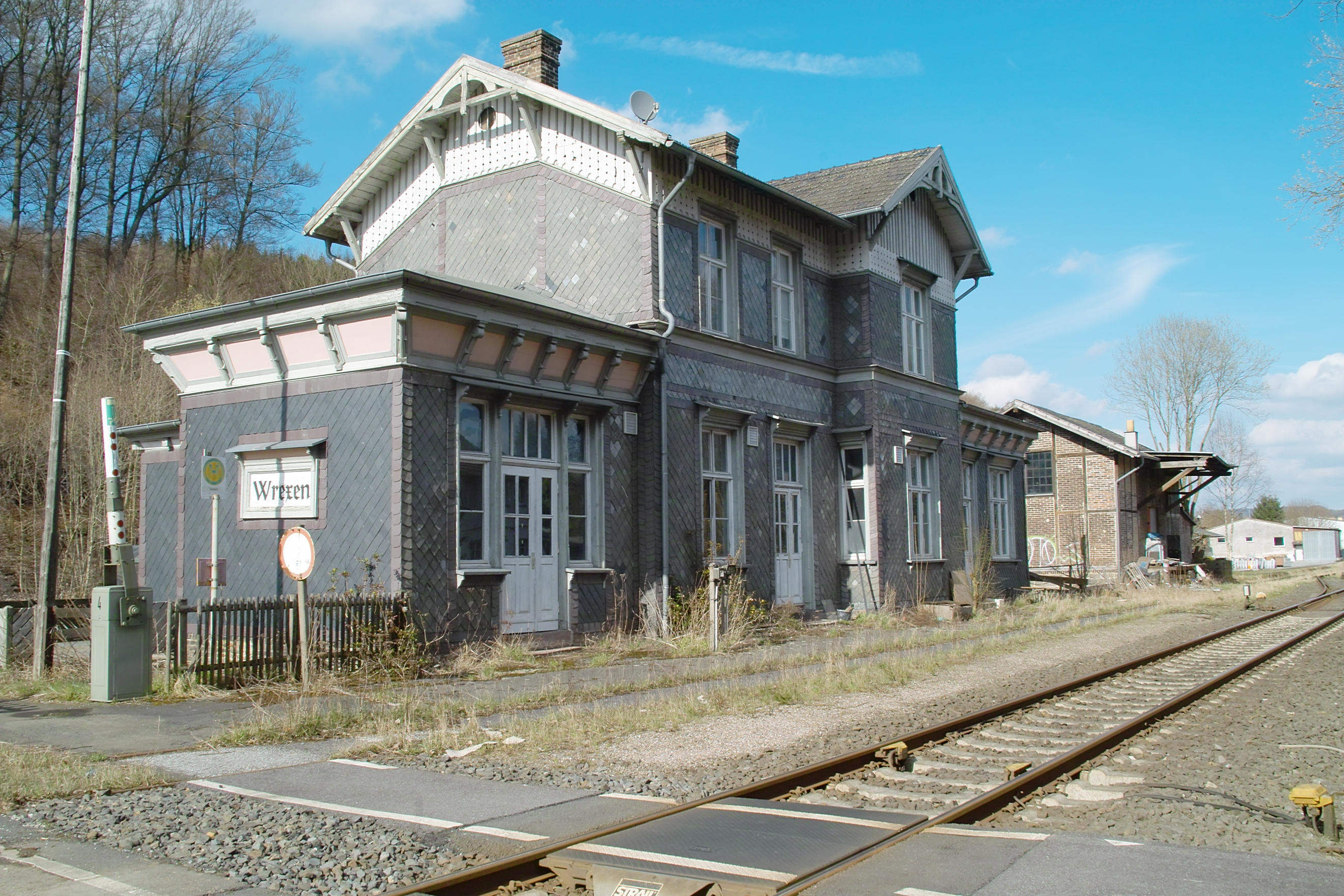
Ehemaliger Bahnhof Wrexen

Im Jahre 1856 wurde ein Komitee aus Vertretern der damaligen Kreise Meschede, Brilon, Arnsberg, Soest und Iserlohn sowie der kreisfreien Städte Dortmund und Hamm gegründet, das sich für den Bau einer Eisenbahnstrecke durch das Hochsauerland einsetzte. Unter anderem hatte der Werler Bürgermeister Franz Wilhelm Clöer für die Streckenführung Werl–Arnsberg–Meschede–Warburg geworben, der Präsident des Regierungsbezirks Arnsberg, Friedrich Wilhelm von Spankeren, bevorzugte jedoch die Strecke Hagen–Warburg. Die Generalversammlung der Bergisch-Märkischen Eisenbahn-Gesellschaft beschloss in ihrer Generalversammlung vom 30. Juni 1866 den Bau dieser Strecke, für die eine Konzessionszusage schon vorlag. So erklärt sich, dass die Konzession schon am 1. Oktober 1866 erteilt wurde.
Am 1. Juni 1870 wurde das Teilstück von Schwerte nach Arnsberg, am 18. Dezember 1871 der Abschnitt Arnsberg–Meschede und am 1. Juli 1872 die Strecke von Meschede nach Nuttlar eröffnet. Am 6. Januar 1873 folgte schließlich das letzte Teilstück von Nuttlar nach Warburg, dort bestand bereits seit 1849 Anschluss nach Kassel.
Die Kernstadt Brilons wurde nicht an die Strecke angeschlossen (topographische Gründe machten dies unmöglich), stattdessen wurde der etwa sieben Kilometer südlich gelegene Bahnhof Brilon Wald angelegt. Das Zentrum Brilons wurde am 1. Juli 1900 mit der Oberen Ruhrtalbahn verbunden; von dort aus bestanden Schienenverbindungen nach Paderborn und Geseke (über Büren) sowie nach Soest und Lippstadt (über Belecke).
Während des Zweiten Weltkrieges war die Strecke für die Logistik zwischen dem Ruhrgebiet und den Nachschubverbindungen nach Osten gut ausgelastet, zumal sich die Gleise wegen der Einschnitte und Tunnel weitgehend außer Sicht der Tiefflieger befanden. Der Verkehr war so eng, dass zeitweise auf Sicht gefahren wurde. Diese war in Warburg an die heute so genannte Mitte-Deutschland-Verbindung angebunden. Als der Verkehr in den Osten nach dem Zweiten Weltkrieg wegfiel, fuhren auch auf dieser Strecke weniger Züge.
Von Herbst 1944 bis April 1945 wurde die Obere Ruhrtalbahn wiederholt durch Bomber und später auch durch tieffliegende Jagdbomber und Jagdflugzeuge angegriffen. Im Frühjahr 1945 war Hauptziel das Arnsberger Viadukt, welches vom 9. Februar bis 19. März 1945 siebenmal angegriffen wurde. In den Berichten US Strategic Bombing Surveys (USSBS, Bestandsaufnahmen der strategischen Bombardierung) vom 10. Oktober 1945 sind unter dem Punkt Railway Viaduct at Arnsberg Germany 1818 Bomben auf das Viadukt erwähnt. Bei dem letzten Angriff am 19. März wurde das Bauwerk mit nur 18 Bomben zerstört. Dabei warfen britische Avro-Lancaster-Bomber neben sechs „Grand-Slam-Bomben“, mit 10 Tonnen der größte und schwerste bisher im Krieg eingesetzte Bombentyp, weitere zwölf je 5,4 Tonnen schwere „Tallboys“ ab. Diverse Brücken und größere Bahnhöfe wie z. B. Bestwig, Meschede und Schwerte wurden massiv angegriffen und mit der umliegenden Bebauung zerstört.
Bereits seit 1968 gab es zwischen den Bahnhöfen Bredelar und Marsberg sowie Scherfede und Warburg nur noch einen eingleisigen Zugbetrieb. Ab 1984 wurde auf dem gesamten östlichen Streckenabschnitt zwischen Brilon Wald und Warburg das zweite Streckengleis abgebaut.
In den Jahren seit 2009 gab es auf der Strecke sehr viele Oberbausanierungen. Zuletzt wurde die Ruhrbrücke in Freienohl erneuert und im August 2009 fertig gestellt.
Im Jahre 2010 wurden Planungen bekannt, dass drei Tunnel auf dem Streckenabschnitt zwischen Arnsberg und Brilon Wald saniert werden sollen: der Glösinger Tunnel (687 Meter), der Freienohler Tunnel (650 Meter) und der Elleringhauser Tunnel (1393 Meter). Im letztgenannten Bauwerk bestand ein Begegnungsverbot für Züge. Im August 2012 wurde bekannt, dass DB Netz plane, die drei Tunnel und einen dazwischen liegenden Streckenabschnitt im Rahmen einer Sanierung auf ein Gleis zurückzubauen. Dies hätte eine Kapazitätsminderung zur Folge, da so eine Strecke von 3,8 Kilometern Länge eingleisig betrieben würde. In einer Untersuchung hat DB Netz eine Kapazitätsmehrung durch eine zusätzliche Blockstelle in Olsberg und der Beseitigung von mehreren höhengleichen Bahnsteigübergängen aufgezeigt. Daher wurde eine zweigleisige Tunnelsanierung für unnötig angesehen. Dies wurde von verschiedenen Stellen kritisiert.
Das Angebot einer finanziellen Beteiligung des Aufgabenträgers in Höhe der Hälfte der Mehrkosten hat DB Netz im Frühjahr 2015 abgelehnt. Im Juni 2015 zeichnete sich eine Annäherung über eine Erhöhung der Beteiligung des Aufgabenträgers und Bestellung von Mehrverkehren ab. In einem Absichtspapier vom August 2015 haben sich DB Netz AG und der NWL darauf verständigt, dass zwei Tunnel zweigleisig saniert werden. Der Elleringhauser Tunnel war davon ausgenommen. Der NWL unterstützte dabei die Erneuerung mit maximal 15 Millionen Euro und bestellte Mehrverkehre, während die DB Netz AG die Mehrkosten für die Sanierung ohne vollständige Sperrung während des Bauzeitraums übernimmt. Dazu wird die sog. Tunnel-in-Tunnel-Methode mit einem Schutztunnel um das mittige Baugleis angewendet.
2024 musste der Streckenabschnitt zwischen Scherfede und Warburg für vier Monate gesperrt werden, da Streckeninspektoren Tunneleingänge von Dachsbauen auf einer Länge von zwei Kilometern im Bahndamm gefunden hatten. Die Baue wurden mit Beton verschlossen. Die Tiere konnten die Höhlen zuvor ungestört graben, da der Streckenabschnitt wegen Bahnsteigarbeiten gesperrt war. Seit Juli 2024 kann der Abschnitt wieder mit verminderter Geschwindigkeit befahren werden.

## Bauarbeiten
Die Bauarbeiten am Elleringhäuser Tunnel haben im September 2022 begonnen und sollten ursprünglich bis 2026 abgeschlossen werden. Bei der Baustelleneinrichtung musste der Tunnel statt der geplant drei Monate für fast sechs Monate gesperrt werden. Im Juni 2024 gab DB InfraGO bekannt, dass es zu erheblichen Verzögerungen und Änderungen im Umbaukonzept kommt. Nach Validierung des Bestandstunnels und den Ausführungsplanungen hat sich ergeben, dass die Ausbruchlinie vergrößert werden muss und dadurch in Teilen die Teerabdichtung tangiert wird. Hierdurch kann das geplante Sperrpausenkonzept nicht aufrechterhalten werden. Der neue Bauablaufplan sieht eine zusätzliche Sperrpause im Jahr 2028 vor. Ab 2025 muss außerdem die nächtliche Sperrpause von 6,5 auf zehn Stunden verlängert werden. Die vollständige Fertigstellung verschiebt sich auf das Jahr 2029.
Die Arbeiten am Glösinger und Freienohler Tunnel sollen ab 2025 folgen. Während des Umbaus soll in Oeventrop eine Überleitstelle und ein bauzeitliches Stellwerk errichtet werden. Im Planungsprozess hat sich ergeben, dass die bestehende Stellwerkstechnik nicht zweimalig umgebaut werden kann. Der Streckenabschnitt Meschede – Arnsberg soll daher nach Abschluss der Arbeiten ein neues Stellwerk erhalten.
Im Rahmen der Sanierung des Elleringhauser Tunnels wurde 2023 in Olsberg der Blockabschnitt zwischen Nuttlar und Brilon Wald geteilt. Hierdurch können die Streckenkapazität gesteigert und die minimalen Zugfolgezeiten reduziert werden. Seit der Aufhebung des Bahnhofs Olsberg im Jahr 1982 war eine Weiterfahrt in Nuttlar erst möglich, wenn der vorherige Zug Brilon Wald erreicht hatte.
Im Rahmen der „Modernisierungsoffensive 2“ (MOF 2) des Landes NRW wurden alle Stationen zwischen Schwerte und Olsberg bis auf Oeventrop bis 2017 modernisiert und barrierefrei hergerichtet. Die Bahnsteige wurden dazu vollständig erneuert und auf eine Höhe von 76 Zentimetern über Schienenoberkante gebracht. Dabei entfielen in Bestwig, Freienohl, Neheim-Hüsten und Wickede die Zwischenbahnsteige samt Zugängen über die Gleise. Durch diese Maßnahme wurden Streckenkapazität und Betriebsqualität gesteigert, da auch Personenzüge in den Bahnhöfen kreuzen können. Zuvor musste aus Sicherheitsgründen ein Zug vor den Bahnhöfen warten. Außerdem konnte hierdurch die Bahnsteigaufsicht entfallen. Die Modernisierung der Stationen Olsberg, Bestwig und Arnsberg wurde bereits abgeschlossen. Danach wurden die Bahnsteige in Fröndenberg, Wickede, Freienohl und Meschede modernisiert. Die Stationen Brilon Wald und Scherfede sind dem Nachfolgeprogramm enthalten, welches sich in der Umsetzung befindet.
Bei den Stationen Oeventrop und Marsberg wurden die Planungen für den barrierefreien Ausbau begonnen, um sie schnell in künftige Ausbauprogramme positionieren zu können. Die Modernisierung der Bahnsteige in Oeventrop sollte ursprünglich im Jahr 2023 umgesetzt werden. In dem durchgeführten Ausschreibungsverfahren hat sich allerdings keine Baufirma gefunden, die die Arbeiten ausführen möchte. Daher muss ein neues Zeitfenster zur Umsetzung der Arbeiten geplant werden. 2023 wurde der Bahnsteig in Beringhausen ersetzt, ohne ihn auf die sonst übliche Höhe von 76 cm zu erhöhen. 2024 wurde mit der Modernisierung der Stationen Westheim, Hoppecke und Bredelar begonnen.

## Planungen

### Elektrifizierung
Eine zuletzt Anfang der 1990er Jahre diskutierte Elektrifizierung der Oberen Ruhrtalbahn unterblieb wegen des immensen Kostenaufwands zur Herstellung des für die Oberleitung notwendigen Lichtraumprofils in den zahlreichen Tunneln. Das Bundesverkehrsministerium plant nach Aussage vom Juli 2013 keine Elektrifizierung; diese sei angesichts der Zugzahlen, insbesondere des geringen Schienengüterverkehrs, nicht wirtschaftlich. Dennoch hat der Hochsauerlandkreis die Elektrifizierung als Projekt für den Bundesverkehrswegeplan 2030 angemeldet, was vom Regionalrat und vom Land NRW mitgetragen wird. Bei der Bewertung wurden Hindernisse für den durchgehenden Fernverkehr und Schienengüterverkehr gesehen, die dazu führen, dass die bereits elektrifizierte Alternativroute über Soest und Paderborn auch im Falle der Elektrifizierung der oberen Ruhrtalbahn bevorzugt genutzt würde. Die Maßnahme wurde nicht in den Bundesverkehrswegeplan 2030 aufgenommen, da es sich um eine Maßnahme im Schienenpersonennahverkehr handelt.
Der NWL sieht in einem Bedarfsplan aus dem Juni 2024 eine Teilelektrifizierung von Schwerte (Ruhr) bis Neheim-Hüsten sowie eine Oberleitungs-Inselanlage von Bestwig bis Hoppecke für einen Betrieb mit BEMU-Fahrzeugen ab 2040 vor.

### Geschwindigkeitserhöhung
Mit dem Einsatzbeginn der Baureihe 610 in Nordostbayern kamen ab 1993 erste Pläne auf, die Obere Ruhrtalbahn mittels Neigetechnik zu beschleunigen. Die Verantwortlichen hatten ursprünglich damit gerechnet, dass der Ausbau für höhere Geschwindigkeiten mit dem Einsatz von Neigetechnik bis zum Jahr 2006 fertig gestellt sei. So sollte die Fahrzeit des RE 17 von Hagen nach Kassel von drei Stunden auf rund zweieinhalb Stunden reduziert werden. Hierfür wurden auch zwölf Fahrzeuge der Baureihe 612 mit finanzieller Beteiligung des Landes NRW beschafft. Der Ausbau konnte jedoch nur im weiteren Bedarf innerhalb des Bundesverkehrswegeplans festgeschrieben werden. Die Kosten für den Ausbau wurden mit insgesamt 31,1 Millionen Euro veranschlagt. Die Bedarfsplanüberprüfung im Jahr 2010 ergab für das Projekt ein unzureichendes Nutzen-Kosten-Verhältnis. Daher wurde eine Aufnahme in das Zielnetz des ab 2015 gültigen Bundesverkehrswegeplans im Jahr 2010 abgelehnt, und wird nicht weiter verfolgt.
Unabhängig von den Ergebnissen der Bedarfsplanüberprüfung fordert der NWL weiterhin eine Geschwindigkeitserhöhung auch ohne den Einsatz von Neigetechnik und hat das Projekt daher für den ÖPNV-Bedarfsplan 2017 des Landes NRW angemeldet. 2024 wurde die Anmeldung einer Geschwindigkeitserhöhung für den ÖPNV-Bedarfsplan gestrichen, da die Maßnahme nicht für zukünftige Zielkonzepte als notwendig angesehen wird.

### Anbindung Kassel und integraler Taktfahrplan
Im Dezember 2023 wurde die Bedienung des Abschnittes Warburg – Kassel durch die Linie RE 17 aufgegeben. Die Obere Ruhrtalbahn verlor somit ihre Direktverbindung nach Kassel. Die entfallenden Leistungen der Linie RE 17 wurden durch den Rhein-Hellweg-Express (RE 11) übernommen, der den Laufweg über Paderborn nimmt. Zu diesen Zügen besteht in Warburg ein zeitlich knapper Anschluss. Um langfristig wieder Direktverbindungen nach Kassel zu ermöglichen und eine unwirtschaftliche Doppelbedienung zwischen Warburg und Kassel zu vermeiden, hat der NWL unter dem Titel Sauerlandnetz 3.0 ein neues Angebotskonzept für die Obere Ruhrtalbahn entwickelt. Dieses sieht den Bau einer Kreuzungsstelle in Westheim vor. Die Linien RE 17 und RE 57 sollen zudem in ihren Fahplanlagen um etwa eine halbe Stunde gedreht werden. Durch diese Maßnahme würde die Linie RE 17 nicht mehr zur vollen Stunde in Marsberg, sondern zur halben Stunde in Westheim kreuzen. Somit ist es möglich, zwei Züge pro Stunde zwischen Warburg und Kassel mit wirtschaftlicher Verteilung anzubieten, einen kürzeren Anschluss zum ICE nach München in Kassel-Wilhelmshöhe zu schaffen und einen kürzeren Anschluss zum RE 7 nach Köln in Hagen herzustellen. Das Konzept soll ab 2021 mit den Nachbaraufgabenträgern und Kommunen bezüglich Finanzierung und Anschlüssen abgestimmt werden. Mit dem neuen Fahrplankonzept sollen Anschlussknoten zur vollen Stunde in Brilon Wald und Fröndenberg entstehen, die es ermöglichen, in kurzer Zeit zwischen den Zügen aller Richtungen umzusteigen. Ebenso besteht die Möglichkeit, die Halte Hoppecke, Messinghausen und Beringhausen regelmäßig zu bedienen.
Unter dem Titel Sauerlandnetz 2.5 plant der NWL eine Zwischenstufe des neuen Konzeptes zum Fahrplanwechsel im Dezember 2024 einzuführen, die ohne Infrastrukturanpassung umsetzbar ist. Dieses Konzept sieht vor die Fahrten westlich von Brilon Wald in der bestehenden Lage zu belassen und östlich von Brilon Wald die Linienenden Warburg und Brilon Stadt ab acht Uhr zwischen den Linien RE 17 und RE 57 zu tauschen. Hierdurch verlängert sich die Umsteigezeit nach Kassel in Warburg auf 16 Minuten und in Brilon Wald entsteht eine Wartezeit von etwa zehn Minuten. Ebenso können alle Zwischenhalte stündlich bedient werden. Der Infrastrukturbetreiber DB Infrago hat hingegen in seinem mittelfristigen Konzept zur optimierten Kapazitätsnutzung für 2026 eine Variante mit veränderter Fahrplanlage der Linien RE 17 und RE 57 vorgesehen, die unter Nutzung des Kreuzungsbahnhofes Marsberg durchgehende Verbindungen nach Kassel herstellt.

### Herstellung von Zweigleisigkeit
Nach Auffassung der Bundesregierung im Juli 2013 ist die durchgehende Wiederherstellung der Zweigleisigkeit „angesichts der Zugzahlen, insbesondere zwischen Brilon Wald und Warburg, weder erforderlich noch wirtschaftlich“.
Der SPNV-Beirat des Landes NRW, in dem die Aufgabenträger des SPNV, der Fahrgastverband PRO BAHN, der VCD sowie die im SPNV tätigen Verkehrsunternehmen zusammenarbeiten, hat im September 2013 einen Bericht vorgelegt, der u. a. den zweigleisigen Ausbau im Bereich von Marsberg empfiehlt, um eine Beschleunigung zu erreichen.
Der NWL hat die vollständige Herstellung der Zweigleisigkeit sowie nur die Einrichtung eines Kreuzungsbahnhofes in Bredelar für den ÖPNV-Bedarfsplan 2017 des Landes NRW angemeldet. Außerdem wurde dort die Verkürzung des eingleisigen Abschnittes der „Schwerter Kurve“ angemeldet. Hier kommt es häufig zu Verzögerungen der Linie RE 57, da die Symmetrieminute kurz vor der Zufahrt in den Abzweig liegt.

### Wiedereröffnung von Stationen
Laut Nahverkehrsplan des NWL von 2007 sollte die Wiedereröffnung einer von der Bundesbahn für den Personenverkehr geschlossenen Station zwischen Schwerte und Fröndenberg geprüft werden. Konkret kommen die ehemaligen Halte Langschede, Geisecke (Ruhr) und Schwerte (Ruhr) Ost in Frage. Fahrplanzwänge bei den derzeitigen Nahverkehrslinien sorgen dafür, dass nur maximal einer von ihnen in die Fahrpläne integriert werden kann. Die Entscheidung über das weitere Vorgehen hat der Zweckverband dem Kreis Unna und den Kommunen überlassen. Diese sollen sich untereinander abstimmen, bei welcher Station die Reaktivierung näher untersucht werden soll. Ebenfalls ist in diesem Falle eine finanzielle Beteiligung notwendig, um das Stationsumfeld mit Verknüpfungen zu anderen Verkehrsträgern herzurichten. Die Prüfung hat ergeben, dass sich eine weitere Station nicht in das Fahrplankonzept nach der Neuausschreibung des Sauerland-Netzes einbinden lässt. Zusätzliche Halte zwischen Fröndenberg und Schwerte lassen sich im derzeitigen Fahrplankonzept nur mit einer zusätzlichen Nahverkehrslinie realisieren.
Um trotzdem zusätzliche Halte in diesem Bereich einbinden zu können, wurde ein Konzept entwickelt nach der die Linie RB 54 aus Neuenrade nach Anschlussaufnahme der Linie RE 57 ab Fröndenberg nach Hagen verlängert wird. Der NWL hat 2023 das Potential und die Kosten neuer Stationen in seinem Gebiet bewerten lassen. Dabei wären die vier neuen Halte Westhofen, Langschede, Schwerte Ost und Geisecke in die verlängerte Linie RB54 integrierbar. Bei den neuen Halten könnten je nach Variante bis zu 2000 potenzielle Ein und Aussteiger erreicht werden. Die Kosten summieren sich bei den potentialreichsten Varianten auf 28 Millionen Euro. Die Reaktivierung der Stationen wurde für den ÖPNV-Bedarfsplan des Landes NRW angemeldet als Realisierungszeitpunkt wird dabei das Jahr 2040 anvisiert.
Im Rahmen der Potentialstudie hat der NWL den Bau weiterer neuer Stationen entlang der Strecke untersuchen lassen. Neben den Halten westlich von Fröndenberg waren dies Hüsten Ost, Wennemen, Nuttlar und Wrexen. Nur der Halt in Wrexen lässt sich dabei in das geplante Fahrplankonzept integrieren. Das Potential möglicher Ein- und Aussteiger liegt bei 51 Fahrgästen und die Kosten bei 2,2 Millionen Euro.

### Taschengleis Warburg
Um die Umsteigesituation zu verbessern, wurde für den ÖPNV-Bedarfsplan des Landes NRW der Bau eines Taschengleises im Bahnhof Warburg zwischen den Gleisen 3 und 4 angemeldet. Dabei soll in die Mitte der bestehenden Bahnsteiganlage von Westen her ein Gleis verlegt werden und mit einem Prellbock und Bahnsteigkante dort enden. Durch diese Konstruktion kann ein schneller Umstieg auf gleicher Ebene von in Warburg endenden Zügen der oberen Ruhrtalbahn oder der Hellwegstrecke auf durchgehende Züge nach Kassel hergestellt werden, ohne dass dabei eines der durchgehenden Gleise belegt werden muss.

### Holzumschlagplatz Bestwig
In Bestwig plant die Team Timber Logistik GmbH, ein Zusammenschluss mehrerer Holzverarbeitungsbetriebe in der Region, die Errichtung eines Holzumschlagplatzes auf dem Gelände des ehemaligen Betriebswerkes Bestwig und angrenzenden Gleisanlagen. Darauf sollen Rundholz, Restholzschnitzelschüttgut und Schnittholz gelagert und zwischen Bahn und LKW umgeschlagen werden. Bei Vollauslastung sollen hier im Jahresmittel 2 bis 3 Züge pro Woche abgewickelt werden. Dazu wurden die Reste des Betriebswerkes und ein Wasserturm beseitigt. Ebenso wurde ein denkmalgeschützter Wasserkran an den Ruhrtalradweg verlegt und die Straßenüberführung über die Valme erneuert.

## Streckenverlauf

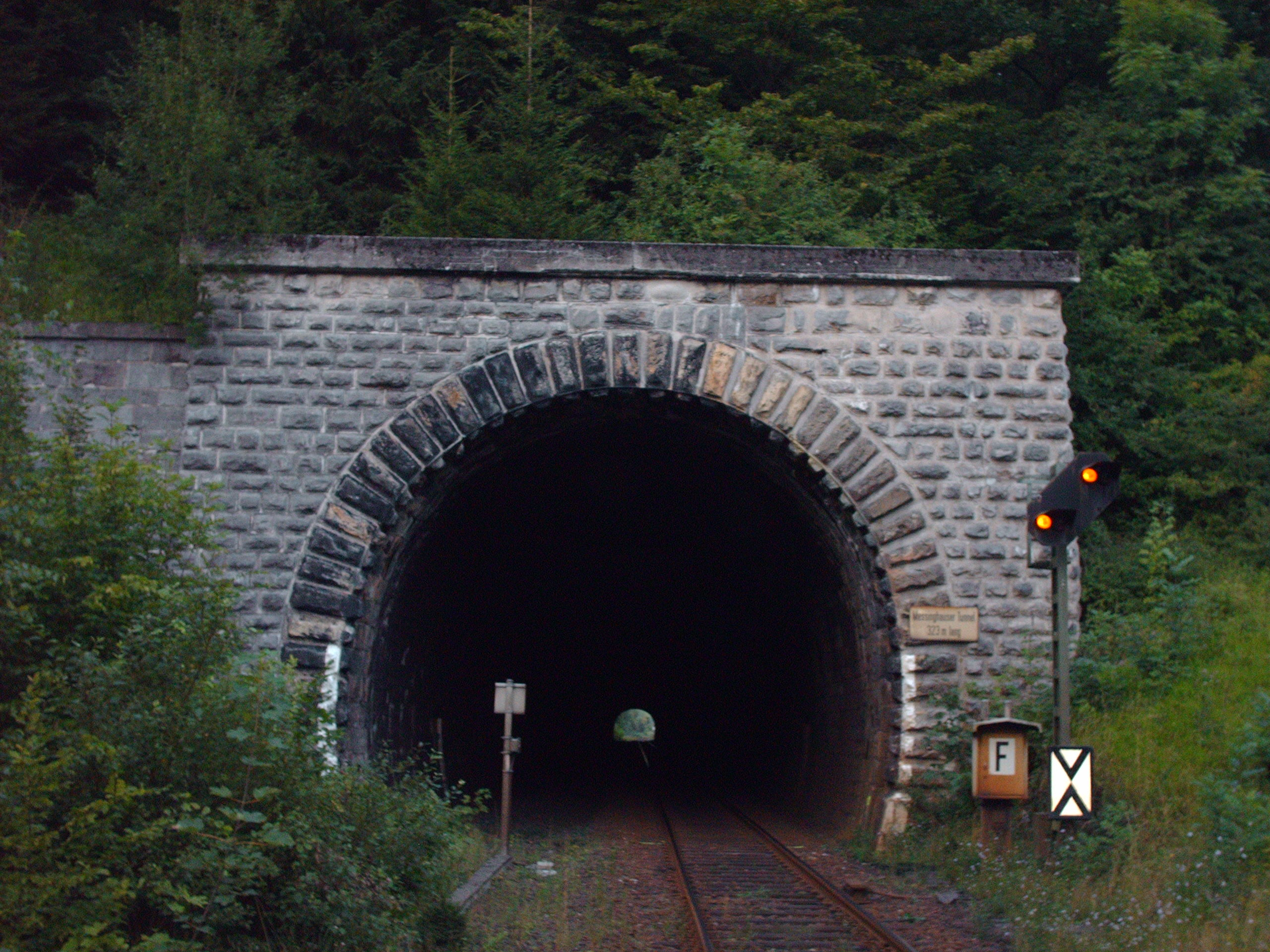
Westportal des Messinghauser Tunnels

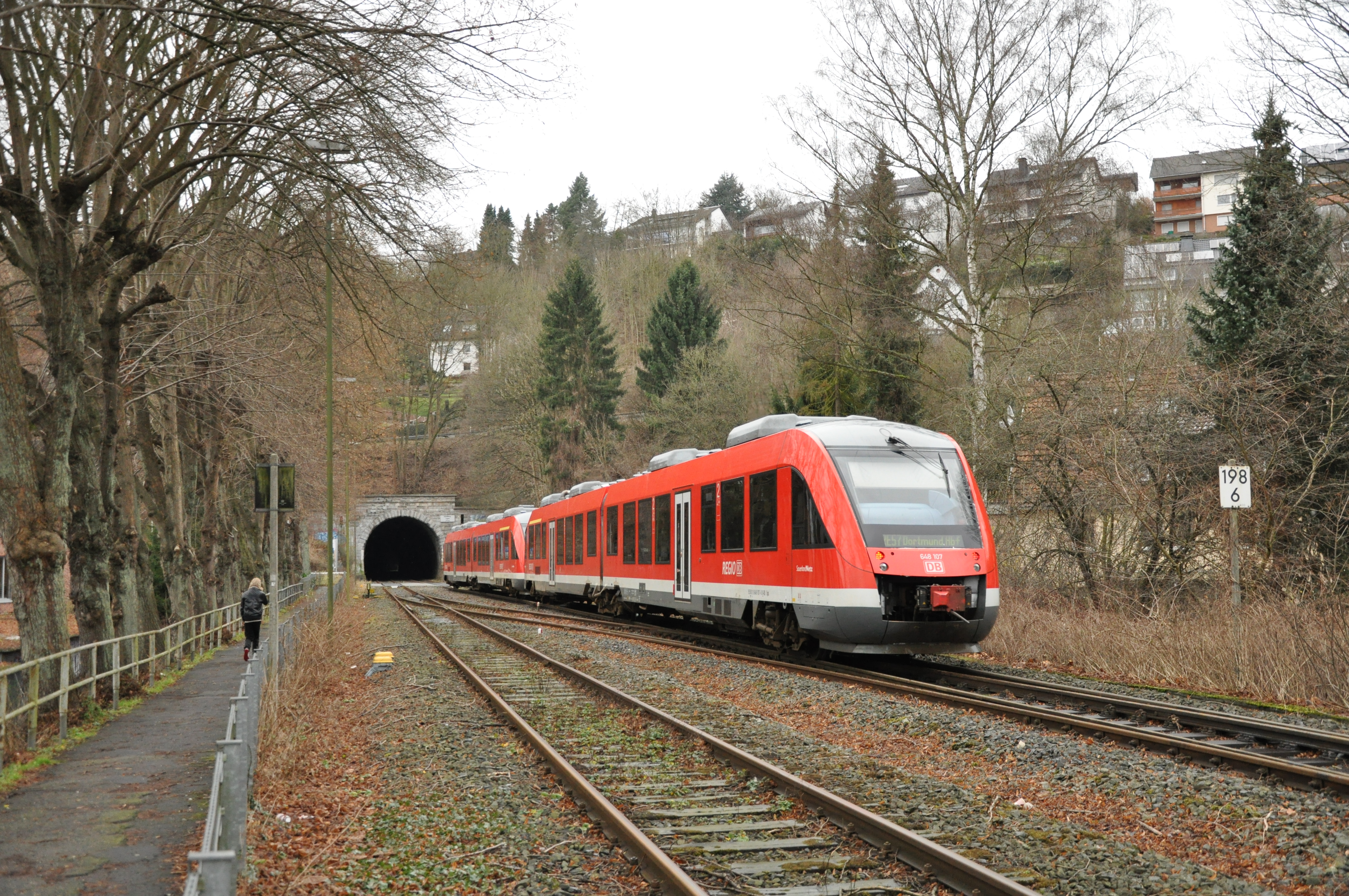
DB-Baureihe 648 nahe Arnsberg

Die Obere Ruhrtalbahn beginnt im Bahnhof Schwerte und zweigt dort von der Bahnstrecke Hagen–Hamm ab.
Der Abschnitt der Kursbuchstrecken (KBS) 455 und 435 zwischen Hagen und Schwerte gehört zur Bahnstrecke Hagen–Hamm. Diese ist elektrifiziert und zweigleisig, weitere parallele Gleise zwischen Hagen und Schwerte gehören zur Ruhr-Sieg-Strecke und zum Güterverkehr von Hagen Gbf bzw. Hagen-Vorhalle. Die Züge der KBS 435 werden von der Deutschen Bahn als Obere Ruhrtal-Bahn vermarktet, da sie von Hagen bis Olsberg nahe der Ruhr verläuft. Eine eingleisige Verbindungskurve der Ardeybahn von der Bahnstrecke Hagen–Hamm endet in Schwerte Ost, über die der Dortmund-Sauerland-Express (RE 57) von Dortmund hinzukommt.
Die Obere Ruhrtalbahn verläuft zweigleisig, kurvenreich und relativ steigungsarm bis Bestwig. Hier befand sich das Bahnbetriebswerk Bestwig und Züge werden abgestellt, betankt und gereinigt. In Bestwig beginnt die Steigung nach Brilon Wald, dem Scheitelpunkt der Strecke. Auf einer Länge von 14 Kilometern wird ein Höhenunterschied von etwa 155 Metern überwunden. Im Elleringhauser Tunnel unterfährt sie die Wasserscheide zwischen Rhein und Weser zum Bahnhof Brilon Wald, von wo seit 2011 wieder Brilon Stadt erreicht werden kann.
Anschließend verläuft die Strecke im Hoppecketal und später im Diemeltal. Bis Bredelar fällt sie auf rund 18 Kilometern um etwa 165 Höhenmeter. Ab hier folgen keine Steigungen mehr. Der Abschnitt zwischen Brilon Wald und Warburg ist heute nur eingleisig und hat Kreuzungsmöglichkeiten in Messinghausen, Marsberg und Scherfede.

### Streckengeschwindigkeiten
Auf den Teilstrecken gelten folgende Höchstgeschwindigkeiten:
- Schwerte–Wickede: 140 km/h
- Wickede–Arnsberg: 120 km/h
- Arnsberg–Meschede: 100 km/h
- Meschede–Bestwig: 120 km/h
- Bestwig–Brilon Wald: 90 km/h
- Brilon Wald–Warburg: 120 km/h

### Stellwerke

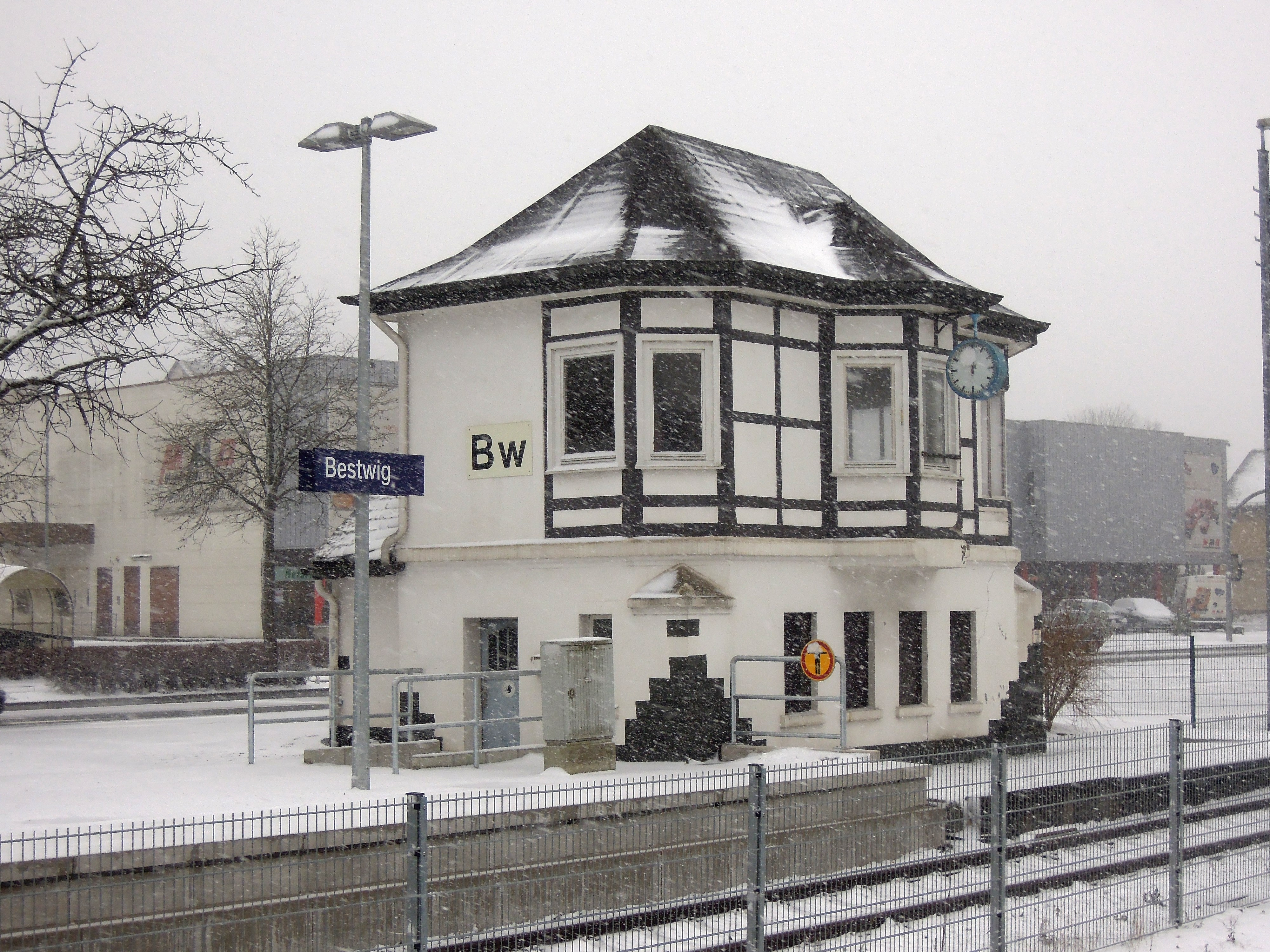
Stellwerk Bestwig Bw

Aufgeführt sind hier nur die regelmäßig mit Personal besetzten Stellwerke. Stellwerke in Fernsteuerbereichen sind im Regelbetrieb unbesetzt.
- Hagen, Elektronisches Stellwerk El S, Fernsteuerbereich Westhofen/Schwerte
- Fröndenberg, Relaisstellwerk Dr S2, Fernsteuerbereich Schwerte Ost/Langschede/Wickede
- Neheim-Hüsten, Relaisstellwerk Sp Dr S600, Fernsteuerbereich Arnsberg/Freienohl(Wennemen)/Meschede
- Bestwig, Relaisstellwerk Sp Dr S60, Fernstellbereich Abzweig Nuttlar
- Brilon Wald, Relaisstellwerk Dr S2, Fernsteuerbereich Marsberg/Messinghausen
- Scherfede, Mechanisches Stellwerk Einheitsbauart[51]
- Warburg, Relaisstellwerk Sp Dr S60

Das ESTW Hagen war 1995 eines der ersten elektronischen Stellwerke der DB und verwendet in der 1. Ausbaustufe noch H/V-Kompaktsignale anstelle der heute bei ESTW üblichen Ks-Signale. Das Spurplan-60-Stellwerk Bestwig (Inbetriebnahme November 2005) ist einer der vorerst letzten Relaisstellwerk-Neubauten im Bereich der DB Netz AG.

## Bedienungsangebot

### Fernverkehr
Die Obere Ruhrtalbahn wird heute nicht mehr im Schienenpersonenfernverkehr genutzt. Bis 1991 befuhren das Schnellzug-Paar Amsterdam–Bad Wildungen sowie Schnellzüge nach Kassel diese Strecke. In weiterer Vergangenheit, 1941, verkehrte ein durchgehender Fronturlauber-Schnellzug von Brest über Bebra, Arnsberg, Aachen und Brüssel nach Ostende. Außerdem gab es vor der deutschen Teilung durchgehende Schnellzüge über die Obere Ruhrtalbahn nach Leipzig und Berlin.
In den 1990er Jahren fuhren noch an Herbstwochenenden Schnellzüge von Köln und Duisburg nach Willingen bzw. Korbach. Das letzte Schnellzugpaar war D 2641/D 2640, es verband bis Dezember 2003 einmal wöchentlich Düsseldorf mit Willingen. Bei allen Fernzügen wurde im Hagener Hauptbahnhof ein Lokwechsel vorgenommen, da die Strecke ab Schwerte nicht elektrifiziert ist. Die Weiterfahrt Richtung Korbach machte in Brilon Wald einen Fahrtrichtungswechsel nötig.

### Nahverkehr

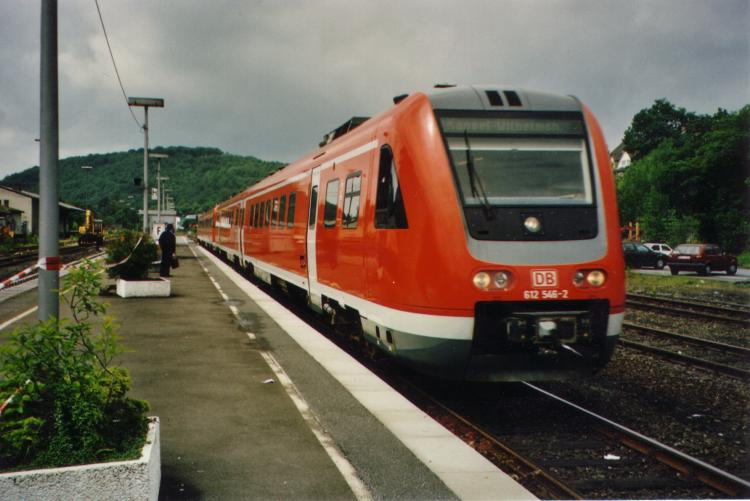
RE 17 im Bahnhof Meschede

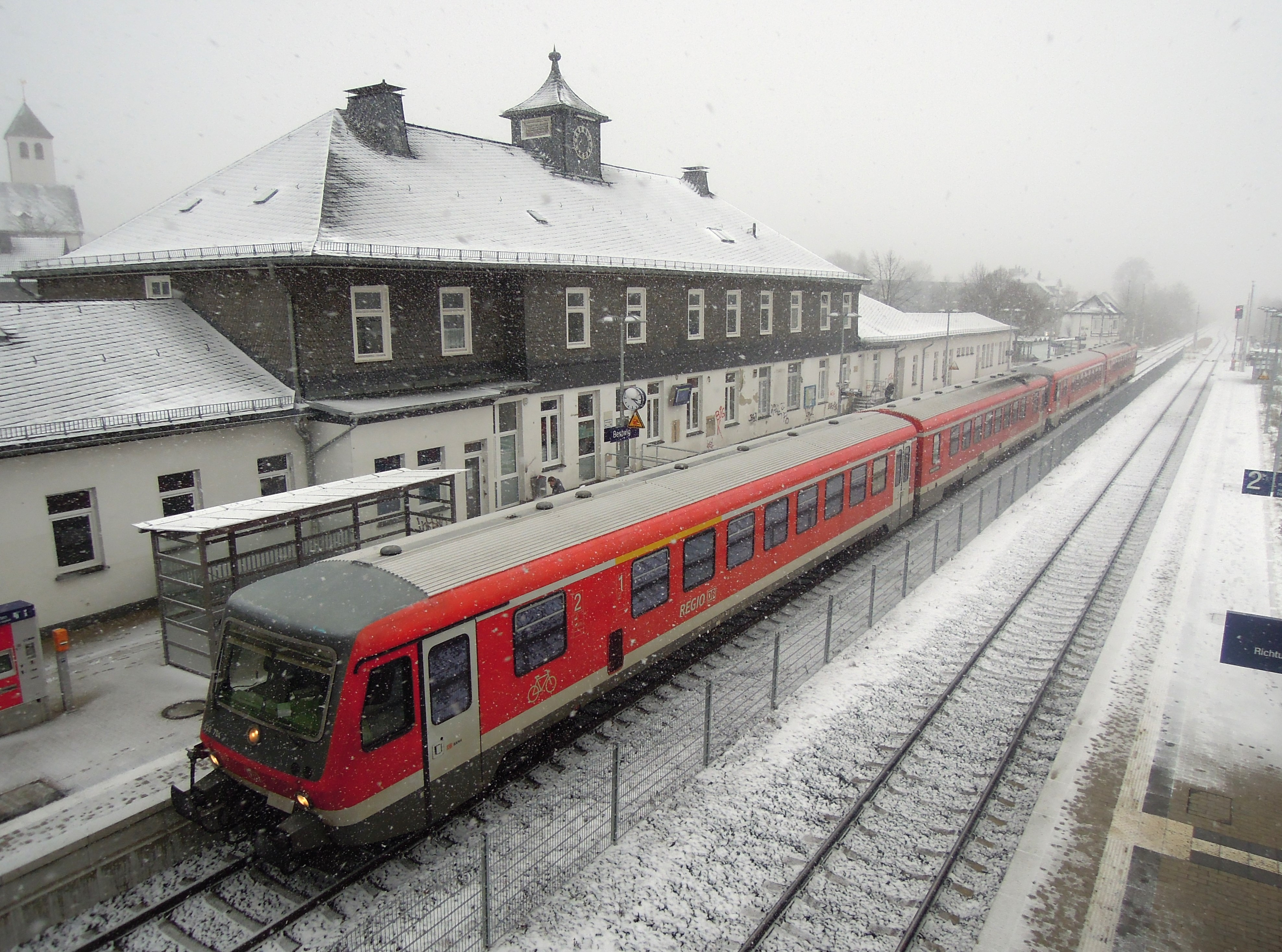
DB-Baureihe 628 in Bestwig

Der Schienenpersonennahverkehr auf der Oberen Ruhrtalbahn ist insbesondere für den Pendlerverkehr Richtung Dortmund und Hagen von Bedeutung. Andererseits besteht auch eine große Nachfrage aus dem Ruhrgebiet und anderen Regionen, um Freizeit- und Erholungsziele im Sauerland zu erreichen. Anfangs bestand auf der Strecke noch ein unvertaktetes Angebot aus Nahverkehrszügen und Eilzügen. Dieses wurde in den 1980ern zunehmend vereinheitlicht, indem kleinere Zwischenhalte aufgegeben und die Züge vertaktet wurden. 1988 wurde zwischen Bestwig und Hagen erstmals ein Taktfahrplan mit stündlichen Verbindungen eingeführt, dieser hat bis heute Bestand.
Die Züge des RE 17 wurden dabei hauptsächlich aus der Baureihe 218 zusammen mit drei bis sechs n-Wagen oder m-Wagen gebildet, teilweise auch aus Triebzügen der Baureihe 624. Ende der Neunziger wurde damit begonnen, die lokbespannten Züge Schritt für Schritt durch Triebzüge ersetzen. Die Umläufe nach Kassel wurden auf die Baureihe 612 und die Umläufe nach Warburg auf die Baureihe 628.4 umgestellt. Die komplette Umstellung zog sich bis zum Fahrplanwechsel im Jahr 2006 hin.
Gleichzeitig wurde eine neue Linie RE 57 eingeführt. Diese fuhr in den ersten Einsatzjahren im Abschnitt Schwerte – Meschede. Im Jahr 1999 wurde die Linie umstrukturiert, um eine direkte und umsteigefreie Verbindung aus dem Sauerland ins Oberzentrum Dortmund herzustellen und gleichzeitig die wenig nachgefragte Stichstrecke nach Winterberg zu beleben. Die Linie wurde dazu statt nach Schwerte über die Verbindungskurve Schwerte Ost an Schwerte vorbei nach Dortmund geführt und mit der Regionalbahn Bestwig – Winterberg verbunden. In der ersten Zeit fuhren hier der VT 624 und VT 628. Nachdem in einer europaweiten Ausschreibung im Rahmen des Sauerland-Netzes DB Regio NRW den Auftrag erhielt, fuhren fast ausschließlich 648.1, ab Sommer 2008 am Wochenende teils in Mischtraktion mit zum Fahrradwagen umgebauten 640. Ab Mitte 2009 erfolgten zunehmend auch Einsätze nicht umgebauter 640 als 648-Ersatz.
Zwischen September 2015 und Dezember 2017 fuhren Züge der damaligen Linie R 42 (heute RE/RB 97) teilweise von Marburg ab Brilon Wald über die Obere Ruhrtalbahn bis Bestwig. Hierdurch konnten Anschlüsse zur Linie RE 57 nach Dortmund hergestellt werden, die nur zeitweise durchgehend nach Brilon Wald verkehrte. Mit dem Fahrplanwechsel im Dezember 2017 konnte das Angebot durch eine neue Kreuzungsstelle in Viermünden verschoben werden und in Brilon Wald bestand überwiegend Anschluss an die Züge Brilon Stadt – Dortmund der Linie RE 57. Seither fahren die Züge stattdessen nach Brilon Stadt.
Die Nachfrage im westlichen Abschnitt zwischen Brilon Wald und Hagen/Dortmund hat sich in den letzten Jahren sehr positiv entwickelt. Auf einzelnen Streckenabschnitten konnten zwischen 1997 und 2012 Steigerungsraten von über 80 Prozent verzeichnet werden. Auf dem östlichen Abschnitt zwischen Brilon Wald und Warburg stagniert die Nachfrage hingegen.

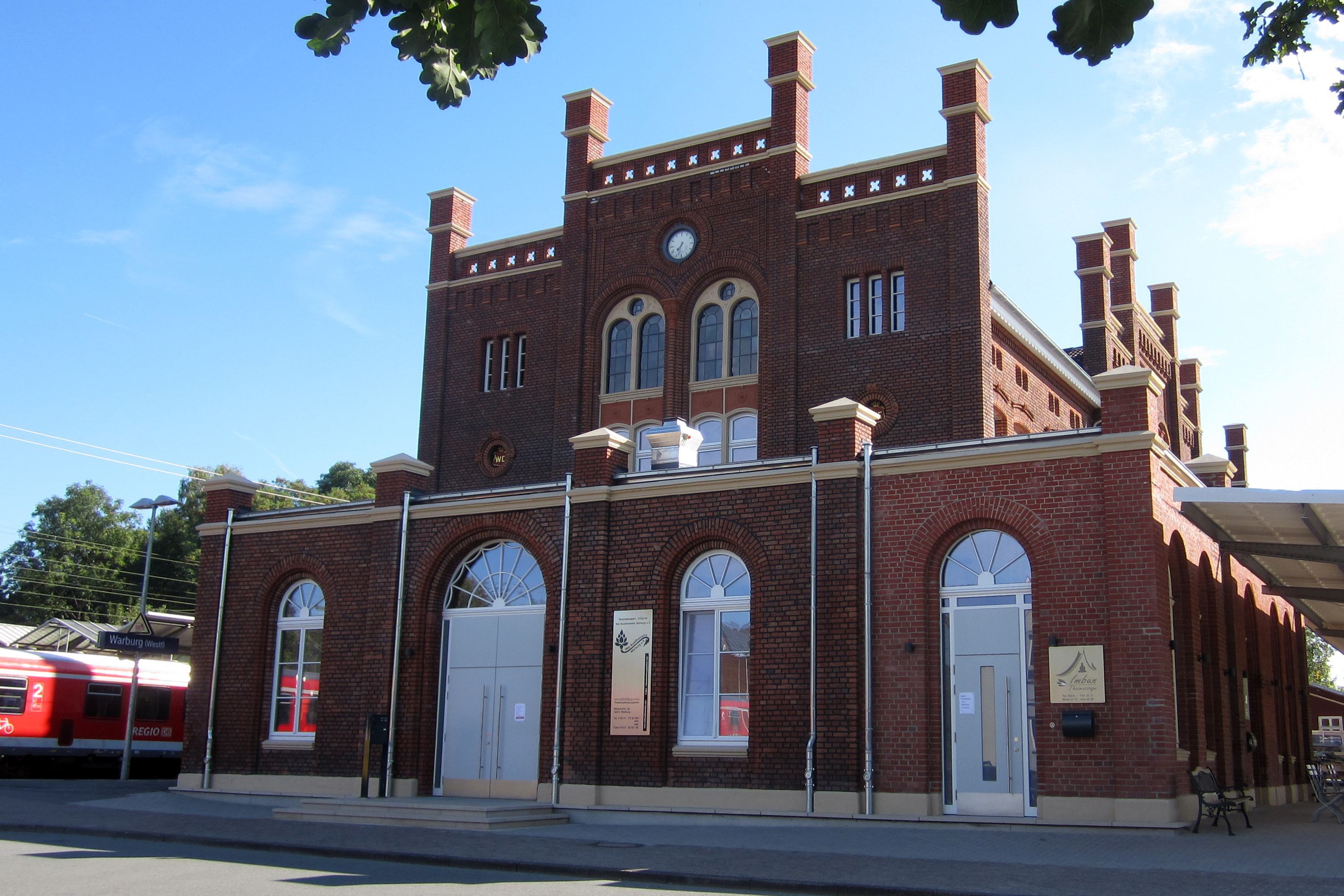
Bahnhof Warburg (Westf), der Endpunkt der Oberen Ruhrtalbahn

Die Obere Ruhrtalbahn wird heute zwischen Hagen und Warburg im Stundentakt vom Sauerland-Express (RE 17) bedient.
Der Abschnitt Fröndenberg–Bestwig wird zusätzlich im Stundentakt vom Dortmund-Sauerland-Express (RE 57 mit Endpunkt Winterberg) verdichtet. Unter der Woche wird mit dem RE 57 im Abschnitt Fröndenberg–Bestwig ein 30-Minuten-Takt realisiert. Dieser konnte bis zur Fertigstellung der Kreuzungsstelle in Bigge am Wochenende durch die stündliche Bedienung der Strecke Bestwig–Winterberg nicht angeboten werden. Hier fuhr der RE 57 etwa im 45/15-Takt mit dem RE 17. Freitags und sonntags finden zudem einzelne Fahrten nach Willingen statt. Die Höchstgeschwindigkeit beträgt 140 km/h.
Die bei Kegelclubs besonders beliebten so genannten Säuferzüge wurden auf dem Abschnitt Hagen – Willingen mit Dieseltriebzügen der Baureihe 628.4 in Dreifachtraktion und von Dortmund nach Willingen mit Dieseltriebzügen der Baureihe 648.1 betrieben. Es handelt sich um Verstärkerfahrten insbesondere für den Freizeitverkehr. Freitags wurde teilweise der zweistündlich in Bestwig endende RE 57 nach Willingen durchgebunden.
| Linie | Linienverlauf | Takt |
| ----- | --- | --- |
| RE 17 | Sauerland-Express: Hagen Hbf – Schwerte (Ruhr) – Fröndenberg – Wickede (Ruhr) – Neheim-Hüsten – Arnsberg – Oeventrop – Freienohl – Meschede – Bestwig – Olsberg – Brilon Wald Linienast 1: – Brilon Stadt Linienast 2: – Hoppecke – Messinghausen – Beringhausen – Bredelar – Marsberg – Westheim (Westf) – Scherfede – Warburg (Westf) Linienast 3: – Willingen Stand: Fahrplanwechsel Dezember 2024 | 60 min Hagen – Brilon Stadt morgens Hagen – Warburg Clubsaison Hagen – Willingen                                              |
| RE 57 | Dortmund-Sauerland-Express: Dortmund Hbf – (Dortmund Signal-Iduna Park)* – Dortmund-Hörde – (Dortmund Aplerbeck Süd – Schwerte)* – Fröndenberg – Wickede (Ruhr) – Neheim-Hüsten – Arnsberg (Westf) – Oeventrop – Freienohl – Meschede – Bestwig Linienast 1: – Olsberg – Brilon Wald – Hoppecke – Messinghausen – Beringhausen – Bredelar – Marsberg – Westheim (Westf) – Scherfede – Warburg (Westf) Linienast 2: – Bigge – Siedlinghausen – Silbach – Winterberg (Westf) Linienast 3: – Olsberg – Brilon Wald – Brilon Stadt * Halt abends Stand: Fahrplanwechsel Dezember 2024 | 60 min (Dortmund–Bestwig) 60 min (Bestwig – Warburg) 120 min (Bestwig–Winterberg) Einzelzüge morgens, abends (Bestwig–Brilon) |

Auf der Strecke finden auch viele Sonderfahrten mit Dampfzügen oder Schienenbussen statt.

### Sauerland-Express
Der Sauerland-Express ist eine Regional-Express-Linie, die von Hagen Hbf nach Warburg führt und vom VRR, VRL, nph und NVV bestellt wird. Er wird von DB Regio NRW mit Triebwagen der Baureihen 632, 633 und 644 betrieben und ist vor allem bei Touristen und Nutzern des 2019 eingestellten Schönen-Wochenende-Tickets beliebt.
Tarife
Auf dem Abschnitt von Hagen nach Schwerte kommt der Tarif des Verkehrsverbunds Rhein-Ruhr (VRR) zur Anwendung, von Schwerte bis Warburg (Westf) der Westfalentarif.
Anschlüsse
| Bahnhof         | Anschluss aus/nach                                                                                  | Linie                                                                 |
| --------------- | --------------------------------------------------------------------------------------------------- | --------------------------------------------------------------------- |
| Hagen           | Bochum, Dortmund, Düsseldorf, Essen, Hamm, Iserlohn, Köln, Lüdenscheid, Siegen, Solingen, Wuppertal | RE 4, RE 7, RE 13, RE 16, RB 40, RB 52, RB 91, S 5, S 8, S 9, IC, ICE |
| Schwerte (Ruhr) | Dortmund, Düsseldorf, Hamm, Iserlohn, Köln, Münster, Solingen, Wuppertal, Krefeld                   | RE 7, RE 13, RB 53                                                    |
| Fröndenberg     | Menden, Neuenrade, Unna, Dortmund                                                                   | RE 57, RB 54                                                          |
| Bestwig         | Winterberg                                                                                          | RE 57                                                                 |
| Brilon Wald     | Marburg, Willingen, Brilon Stadt (seit Dezember 2011)                                               | RE 57, RE 97, RB 97                                                   |
| Warburg         | Kassel-Wilhelmshöhe, Hofgeismar, Hamm, Münster                                                      | RE 11, RB 89, IC, ICE                                                 |

### Dortmund-Sauerland-Express
Tarife
Auf dem Abschnitt von Dortmund nach Schwerte (wird auf einem eingleisigen Abschnitt bei Abzw. Heide umfahren) kommt der Tarif des Verkehrsverbundes Rhein-Ruhr (VRR) zur Anwendung. Von Schwerte bis Winterberg/Brilon gilt der Westfalentarif und verbundraumüberschreitend der NRW-Tarif.
Anschlüsse
| Bahnhof        | Anschluss aus/nach                                                                               | Linie |
| -------------- | ------------------------------------------------------------------------------------------------ | --- |
| Dortmund       | Düsseldorf, Köln, Münster, Iserlohn, Gelsenkirchen, Lüdenscheid, Hamm, Minden, Enschede, Dorsten | RE 1, RE 3, RE 4, RE 6, RE 11, RB 32, RB 43, RB 50, RB 51, RB 52, RB 53, RB 59, S 1, S 2, S 5, THA, ICE, EC, IC, NZ |
| Dortmund-Hörde | Iserlohn, Unna, Soest                                                                            | RE 11, RB 53, RB 59                                                                                                 |
| Fröndenberg    | Menden, Neuenrade, Unna, Hagen                                                                   | RE 17, RB 54 |
| Bestwig        | Warburg, Kassel                                                                                  | RE 17 |
| Brilon Wald    | Korbach, Marburg, Warburg, Kassel                                                                | RE 17, RE 97, RB 97                                                                                                 |

### Nahverkehr seit 2016
Nach europaweiter Ausschreibung im Dezember 2012 verbleibt der Betrieb des neuen Sauerland-Netzes auch von Dezember 2016 bis Dezember 2028 bei der DB Regio AG.
Der RE 17 verkehrte ab Dezember 2016 nur noch viermal täglich über Warburg hinaus nach Kassel-Wilhelmshöhe, ab Dezember 2023 gar nicht mehr. Dafür wurden in Warburg Anschlüsse zum über die Bahnstrecke Hamm–Warburg fahrenden Rhein-Hellweg-Express (RE 11) nach Kassel-Wilhelmshöhe geschaffen. Zudem wurde der Fahrplan zwischen Brilon Wald und Schwerte so beschleunigt, dass in Schwerte der Anschluss zur Linie RE 7 nach Münster erreicht wird. Die Lage der Linie RE 57 wurde über alle Wochentage vereinheitlicht – zwischen Bestwig und Fröndenberg bilden die Linien RE 17 und RE 57 auch am Wochenende einen Halbstundentakt. Dabei werden die Fahrten der Linie RE 57 nach Brilon Stadt auf einen ganztägigen Zweistundentakt reduziert. Außerdem kommt es zu Veränderungen im Spätverkehr. So sollen einzelne Fahrten, die derzeit ab Hagen verkehren, stattdessen ab Dortmund unterwegs sein und in Schwerte Anschluss von der Linie RE 7 aus Richtung Hagen erhalten. Durch diese Maßnahme wird die derzeitige Fahrplanlücke ab Dortmund nach 19 Uhr beseitigt. Zudem ist hier eine Ausweitung der Betriebszeiten am Wochenende vorgesehen: Seit Juni 2017 startet der letzte Zug nach Bestwig in Dortmund um 1:23 Uhr.
Zum Dezember 2016 sollten insgesamt 36 neue Dieseltriebwagen vom Typ LINK II bzw. III des polnischen Herstellers PESA eingesetzt werden. Die voll klimatisierten und bis zu 140 km/h schnellen Fahrzeuge verfügen über 120 bzw. 160 Sitzplätze. Neben mehr Komfort und größerem Sitzplatzangebot haben die neuen 43,73 Meter bzw. 57,13 Meter langen Fahrzeuge unter anderem Mehrzweckabteile, zwei Rollstuhlplätze sowie eine hierfür geeignete Toilette. Neben Bildschirmen zur Fahrgastinformation sind erstmals Ticketautomaten sowie -entwerter an Bord. Die dreiteiligen Fahrzeuge zeichnen sich auch durch ihre Kapazität für die Fahrradmitnahme von 35 Plätzen je Fahrzeug aus. Da die Fahrzeuge nicht sofort bereitstanden, wurde der Betrieb zunächst mit anderen Gebrauchtfahrzeugen im Rahmen eines Ersatzkonzeptes durchgeführt.

### Güterverkehr
Die Bedienung der Oberen Ruhrtalbahn im Güterverkehr erfolgte lange in Verlängerung der Mitte-Deutschland-Verbindung. Das heißt, die Industrie des Ruhrgebietes wurde mit dem Nachschub nach Osten angebunden. Dieser Ost-West-Verkehr fiel nach dem Zweiten Weltkrieg verstärkt weg und hier fuhren fast nur noch lokale Güterverkehre. Heute findet der Verkehr planmäßig mit Loks der Baureihe 265 statt. In den frühen Morgenstunden fahren zwei Züge das Ruhrtal hinauf. Der erste Zug fährt bis nach Neheim-Hüsten und übergibt die Wagen der dortigen RLG, der zweite Zug fährt dann für die Bedienung des Egger-Werkes nach Brilon. Mehr Anschließer, wie zum Beispiel das Sägewerk Hüttemann in Bigge, werden derzeit nicht bedient. Die Rampe Bestwig–Brilon macht selbst bei verhältnismäßig leichten Güterzügen den Einsatz zusätzlicher Triebfahrzeuge für Doppeltraktion oder Nachschieben erforderlich, beispielsweise liegt die Grenzlast in Einfachtraktion fahrender Triebfahrzeuge der oft in diesem Abschnitt eingesetzten Baureihen V 100 Ost oder West sowie V 90 um 700 Tonnen. Daher werden die meisten Güterzüge in Richtung Osten über Schwerte und die topografisch günstigere Strecke Soest–Lippstadt–Warburg abgefahren. Holzzüge für das Egger-Werk in Brilon werden zumeist in Bestwig geteilt und in mehreren Zugteilen die Rampe hinaufbefördert. Im Herbst 2024 endete der Transportvertrag zwischen DB Cargo und der Firma Egger, nachdem die Bedienungshäufigkeit zuvor schon zurückgegangen ist. Seitdem erfolgen Anlieferungen nur noch durch Eisenbahnunternehmen, die sich nicht im Bundesbesitz befinden, wie der WLE.
Im Jahr 2007/08 befuhren zusätzlich zahlreiche Güterzüge zum Abtransport des Kyrill-Sturmholzes die Obere Ruhrtalbahn. Ziele waren vor allem der Holzwerkstoffhersteller Egger in Brilon, die Binnenhäfen des Ruhrgebietes sowie ein holzverarbeitender Betrieb in Brandenburg. Zur Verladung des Holzes wurden einige von DB InfraGO bereits ausgebuchte Bahnhofsgleise wieder in Betrieb genommen, so zum Beispiel in Arnsberg und Wennemen. Nachdem die Güterverkehrssparte der Deutschen Bahn, DB Schenker Rail Deutschland (heute DB Cargo), den Forstbetriebsgemeinschaften zunächst kaum Transportraum zur Verfügung stellen wollte, da ein Einsatz ihrer Wagen im Verkehr der Stahl- und Walzwerke wirtschaftlicher erschien, sprangen zahlreiche private Eisenbahnverkehrsunternehmen ein, darunter die Westfälische Landes-Eisenbahn und die Osthannoverschen Eisenbahnen. Es verkehrten sogar private EVU als Subunternehmer der DB Cargo Deutschland mit Holzzügen. Die Verkehre wurden nach Auflösung des Schadholzbestandes wieder eingestellt.
Im Jahr 2020 zog die Nachfrage nach Transportkapazitäten von Holz wieder stark an, nachdem viele forstwirtschaftlich genutzte Fichtenbestände im Sauerland durch den Borkenkäfer befallen waren. Um das weitere Wachstum der Borkenkäferbestände zu verringern mussten innerhalb kurzer Zeit befallene Waldflächen geschlagen und abtransportiert werden. Der Holzhändler German-Timber-Company ließ dazu die Gleisanlagen in Wennemen wieder in stand setzen und nutzte angrenzende Flächen des Tiefbauunternehmens Sauer & Sommer als Verladebahnhof. In Hochzeiten wurden hier bis zu drei Züge pro Woche verladen. Das Holz wurde zum Großteil nach Österreich und in die Schweiz zur Verarbeitung in der Zellstoffindustrie transportiert. Dafür wurde auch die Verladestelle am Bahnhof Arnsberg genutzt. Da im Jahr 2023 die Menge an abzutransportierenden Schadholz für den Export stark zurückgegangen ist, hatte die German-Timber-Company versucht die Verladestellen für Importholz aus Skandinavien und dem Schwarzwald für einheimische Sägewerke zu nutzen. Die Betriebe konnten sich aufgrund der mangelhaften einheimischen Rundholzversorgung nicht mehr halten. Daher ist die Verladestelle Wennemen nicht mehr vermietet.
Zudem fährt DB Cargo regelmäßig mit Kalkzügen aus dem Hönnetal über diese Strecke.